# Trichoniscoides broteroi
Trichoniscoides broteroi là một loài chân đều trong họ Trichoniscidae. Loài này được Vandel miêu tả khoa học năm 1945.